# 岷江景天属
岷江景天属（学名：Ohbaea），是景天科下的一个属。它是一種單型屬，隸屬於該屬的物種只有一種，並且原產於亞洲，大多分佈於中華人民共和國四川省、云南省海拔2700-4000米的地方。該植物根茎短而粗。

## 下属物种
- 岷江景天 Ohbaea balfourii